# Montée du Skåla
La montée du Skåla (en norvégien : Skåla Opp) est une course de montagne reliant le village de Loen au sommet du Skåla en Norvège. Elle s'est tenue de 2002 à 2022.

## Histoire
La montée du Skåla est créée en 2002 par le club sportif de Loen avec le soutien de l'hôtel Alexandra afin de promouvoir la région et le parc national de Jostedalsbreen. La discipline de course en montagne est alors peu répandue en Norvège. Seules cinq autres courses existent et offrent un dénivelé plutôt faible. La montée du Skåla s'en différencie par une arrivée sur un sommet offrant un fort dénivelé sur un parcours relativement court. Elle connaît rapidement un grand succès et permet à la discipline de se développer en Norvège.
Pour promouvoir la course, les champions d'Europe de course en montagne sont invités à partir de 2005. Florian Heinzle accepte et gagne en établissant un nouveau record du parcours. Cette année la course accueille également l'édition inaugurale des championnats de Norvège de course en montagne. Jon Tvedt et Anita Håkenstad Evertsen sont les premiers champions.
En 2009, la course est au calendrier du Grand Prix WMRA 2009.
En 2014, la course traverse une crise avec la fédération norvégienne d'athlétisme (NFIF). Le club sportif de Loen décide de se retirer de la co-organisation de la course, le club ne pratiquant plus d'athlétisme. La (NFIF) décide alors que la course ne lui est plus affiliée. Les organisateurs de la course, l'hôtel Alexandra et le club de montagne Loen Active, ne souhaitent pas non plus devoir payer les licences temporaires introduites en début d'année. La NFIF décide alors d'exclure la course et menace les athlètes y participant de les bannir de toutes les équipes nationales,. Afin de remédier à cette situation, les organisateurs font appel à des donateurs locaux et payent les cotisations temporaires de tous les participants à la course. Le soutien est tel que l'édition bat le record de participation avec 1 935 concurrents dont près de 800 sur la course principale.
L'édition 2020 est annulée en raison de la pandémie de Covid-19.
Les organisateurs annoncent que la vingtième édition tenue en 2022 est la dernière. Ils souhaitent se libérer des contraintes du parc national de Jostedalsbreen et tirer profit du Loen Skylift construit en 2017 pour créer une course de montagne sur le mont Hoven voisin,.

## Parcours

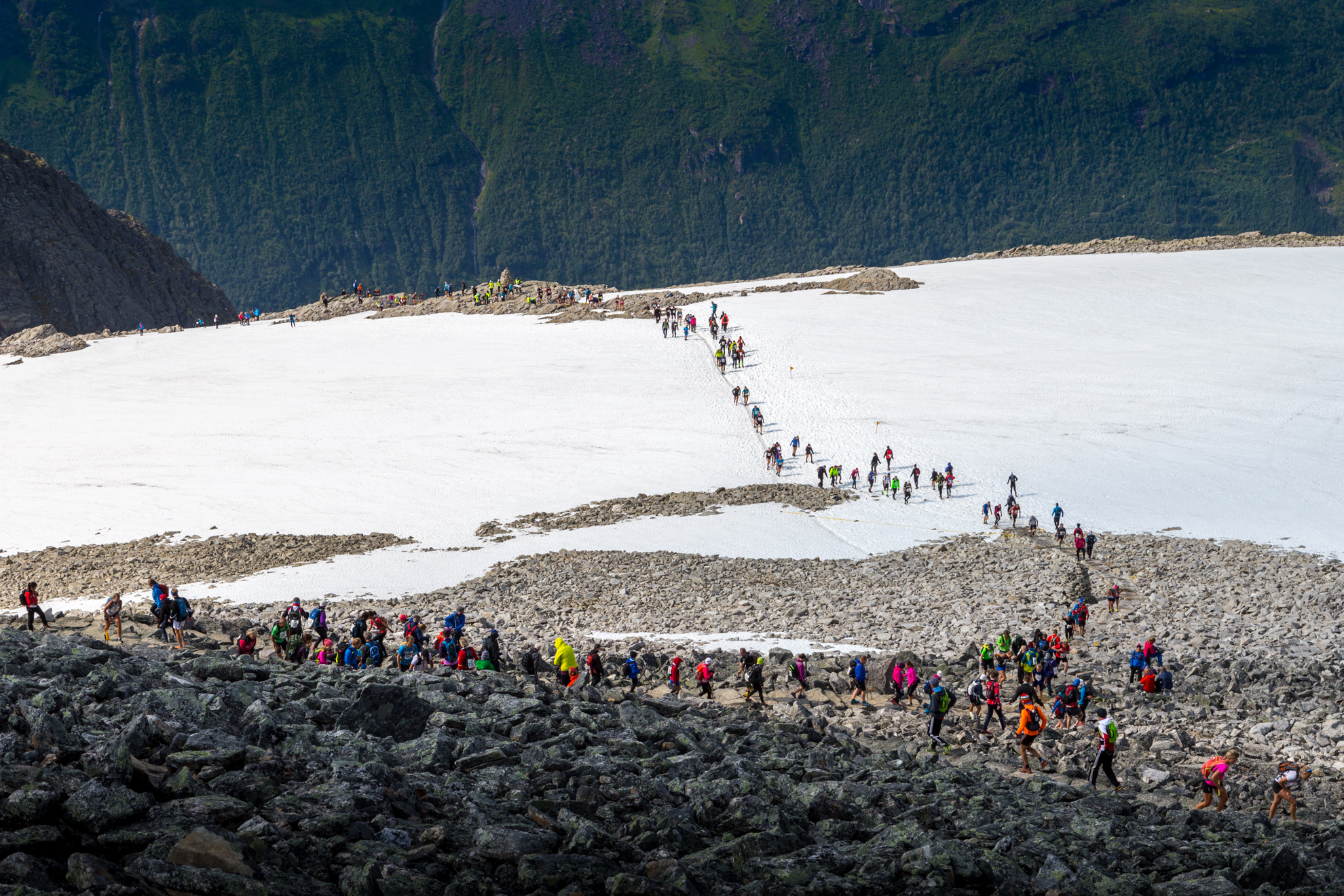
Course en 2015

Le parcours relie le village de Loen en suivant le chemin de randonnée menant au sommet du Skåla. Il mesure 8,2 km pour 1 814 m de dénivelé positif. 
Une avalanche détruit une partie du chemin en 2008. Il est rénové durant l'été 2009 et le tracé est légèrement modifié.
En 2016, le parcours est raccourci. L'arrivée est donnée au lac Skålavatnet en raison de la neige au sommet. Il mesure 5,8 km pour 1 157 m de dénivelé. En 2018, le même parcours raccourci est utilisé mais à cause du vent tempétueux.

## Règlement

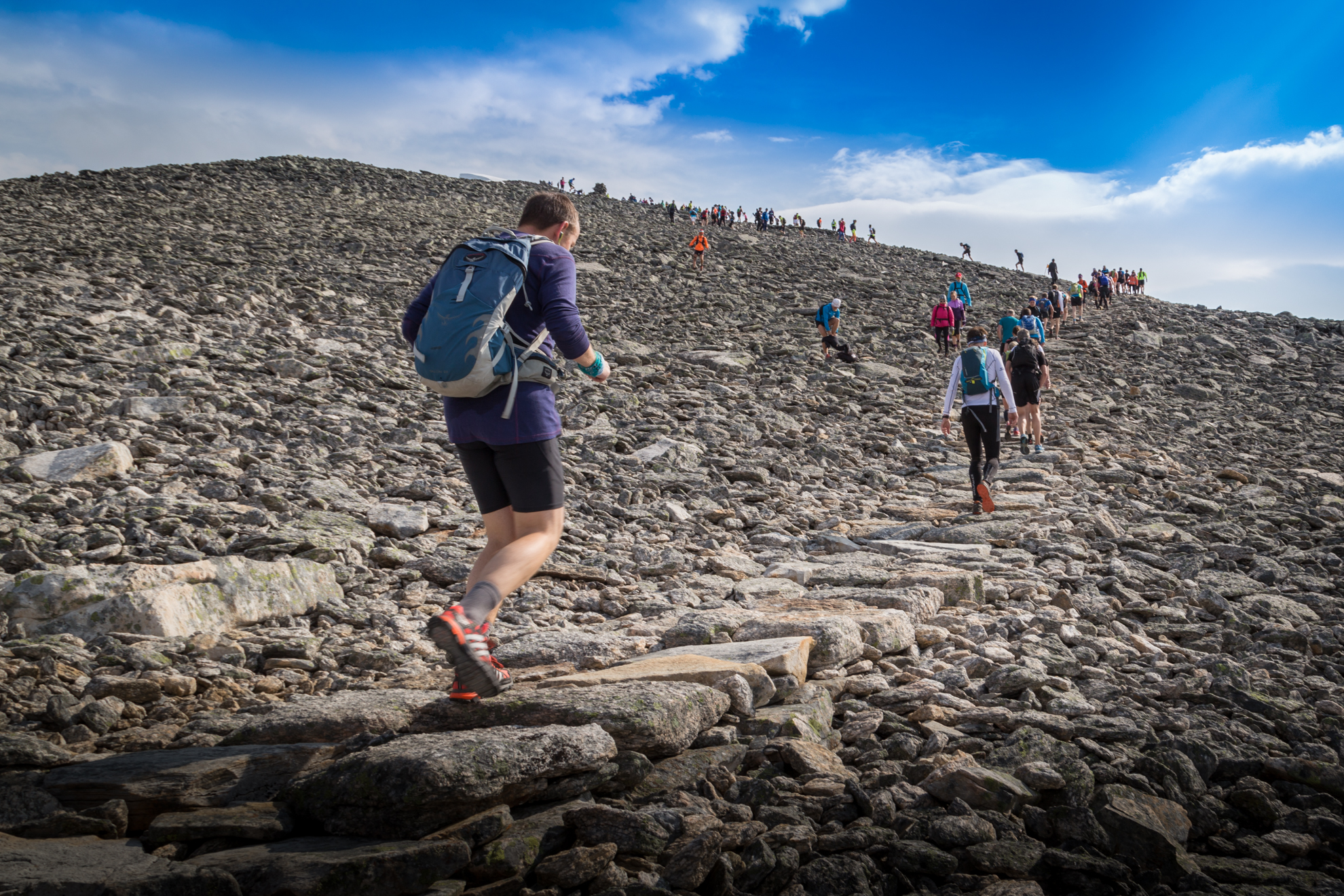
Concurrents avec sac à dos

Contrairement à la plupart des autres courses de montagne, les habits de rechange des concurrents ne sont pas acheminés à l'arrivée. La course se déroulant dans le parc national de Jostedalsbreen, les organisateurs souhaitent laisser l'empreinte la plus faible possible. Les coureurs et spectateurs doivent respecter le balisage en place et ne pas laisser de déchets. Les concurrents doivent emporter eux-mêmes leurs affaires de rechange ainsi que leur nourriture. Le port d'un sac à dos est obligatoire et ce dernier doit peser au minimum 2,5 kg. Les chaussures à crampons et les bâtons sont interdits.

## Vainqueurs
| Année | Hommes                                              | Temps                                               | Femmes                                              | Temps                                               |
| ----- | --------------------------------------------------- | --------------------------------------------------- | --------------------------------------------------- | --------------------------------------------------- |
| 2002  | Bjarne Nes                                          | 1 h 20 min 3 s                                      | Unni Ødegård                                        | 1 h 39 min 7 s                                      |
| 2003  | Hans Martin Gjedrem                                 | 1 h 17 min 46 s                                     | Anne Marie Heienberg                                | 1 h 38 min 12 s                                     |
| 2004  | Odd-Bjørn Hjelmeset                                 | 1 h 15 min 11 s                                     | Unni Ødegård                                        | 1 h 32 min 41 s                                     |
| 2005  | Florian Heinzle                                     | 1 h 9 min 49 s                                      | Anita Håkenstad Evertsen                            | 1 h 23 min 3 s                                      |
| 2006  | Jon Tvedt                                           | 1 h 9 min 6 s                                       | Anita Håkenstad Evertsen                            | 1 h 21 min 50 s                                     |
| 2007  | Jon Tvedt                                           | 1 h 8 min 39 s                                      | Anita Håkenstad Evertsen                            | 1 h 20 min 43 s                                     |
| 2008  | Jonathan Wyatt                                      | 1 h 8 min 42 s                                      | Anita Håkenstad Evertsen                            | 1 h 20 min 6 s                                      |
| 2009  | John Sombol                                         | 1 h 9 min 55 s                                      | Antonella Confortola                                | 1 h 26 min 35 s                                     |
| 2010  | Jonathan Wyatt                                      | 1 h 8 min 30 s                                      | Antonella Confortola                                | 1 h 23 min 19 s                                     |
| 2011  | Ahmet Arslan                                        | 1 h 7 min 38 s                                      | Antonella Confortola                                | 1 h 23 min 5 s                                      |
| 2012  | Ahmet Arslan                                        | 1 h 7 min 6 s                                       | Angela Mudge                                        | 1 h 22 min 22 s                                     |
| 2013  | Jonathan Wyatt                                      | 1 h 9 min 39 s                                      | Inger Liv Bjerkreim Nilsen                          | 1 h 23 min 40 s                                     |
| 2014  | Jonathan Wyatt                                      | 1 h 8 min 59 s                                      | Laura Orgué                                         | 1 h 22 min 7 s                                      |
| 2015  | Joseph Gray                                         | 1 h 8 min 58 s                                      | Antonella Confortola                                | 1 h 23 min 19 s                                     |
| 2016  | Stian Angermund-Vik                                 | 41 min 27 s                                         | Annie Bersagel                                      | 50 min 4 s                                          |
| 2017  | Stian Angermund-Vik                                 | 1 h 10 min 10 s                                     | Karoline Holsen Kyte                                | 1 h 22 min 38 s                                     |
| 2018  | Stian Øvergaard Aarvik                              | 41 min 38 s                                         | Michelle Maier                                      | 52 min 1 s                                          |
| 2019  | Stian Angermund-Vik                                 | 1 h 9 min 56 s                                      | Karoline Holsen Kyte                                | 1 h 23 min 27 s                                     |
| 2020  | Course annulée en raison de la pandémie de Covid-19 | Course annulée en raison de la pandémie de Covid-19 | Course annulée en raison de la pandémie de Covid-19 | Course annulée en raison de la pandémie de Covid-19 |
| 2021  | Thorbjørn Ludvigsen                                 | 1 h 12 min 29 s                                     | Karoline Holsen Kyte                                | 1 h 22 min 14 s                                     |
| 2022  | Stian Angermund-Vik                                 | 1 h 8 min 2 s                                       | Lina El Kott Helander                               | 1 h 27 min 32 s                                     |

 Record de l'épreuve